# دروازه خورشید

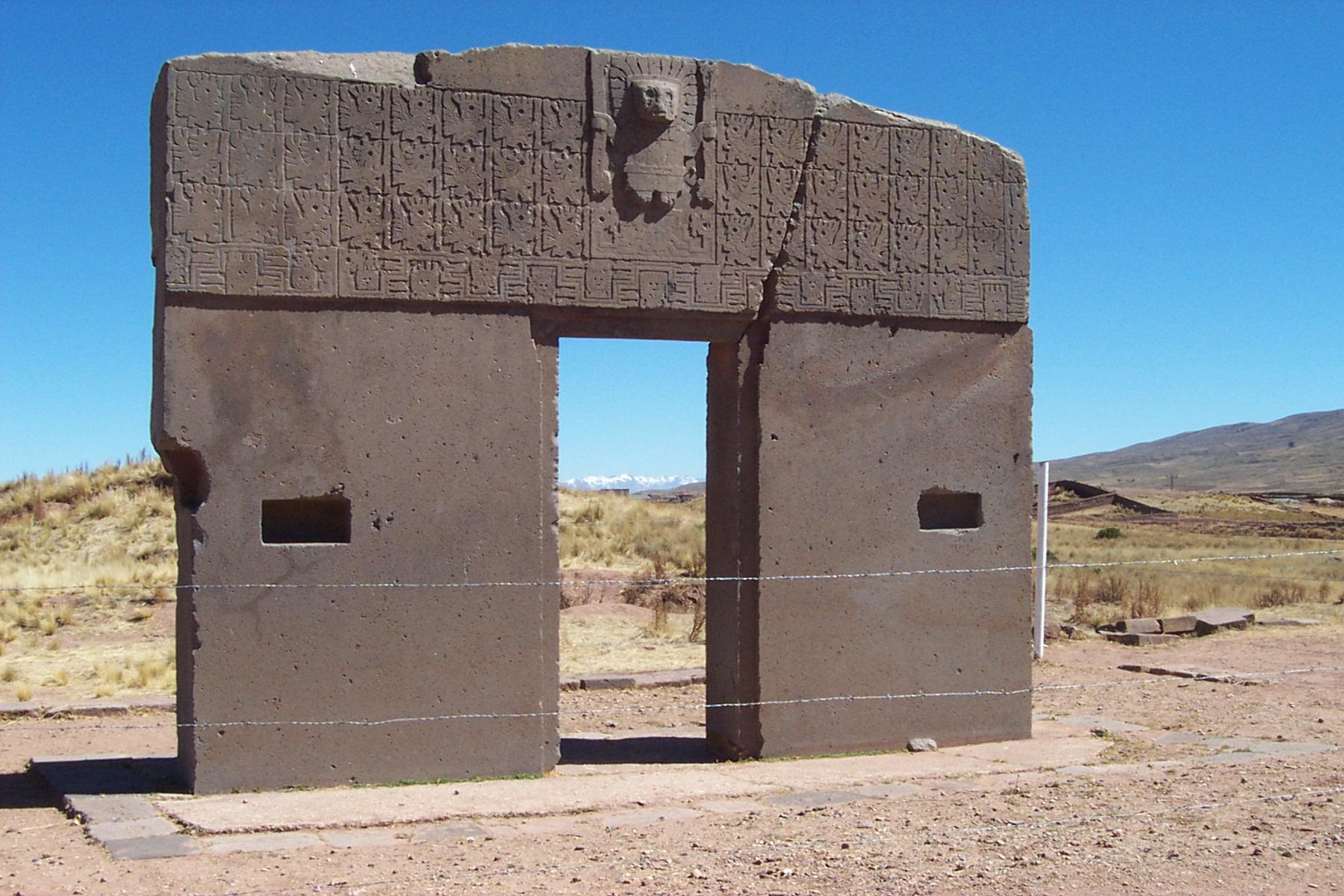
دروازه خورشید

دروازه خورشید (به انگلیسی: Gate of the Sun) یک خرسنگ جامد سنگی که توسط فرهنگ باستانی تیوناکو ۱۵۰۰ سال قبل ساخته شده بود. این خرسنگ توسط اروپایی‌ها کشف شده بود در قرن ۱۹ میلادی در زمان کشف این خرسنگ در زمان کشف بروی زمین افتاده بود و یک درز در داخل خود داشت.

## نگارخانه

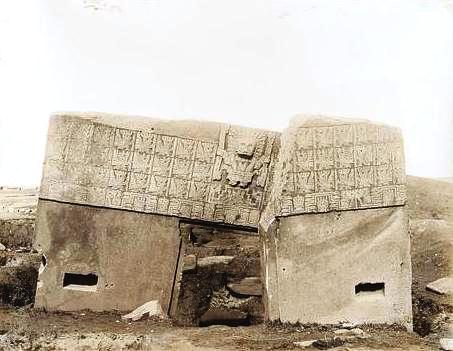
دروازه خورشید (۱۹۰۳)
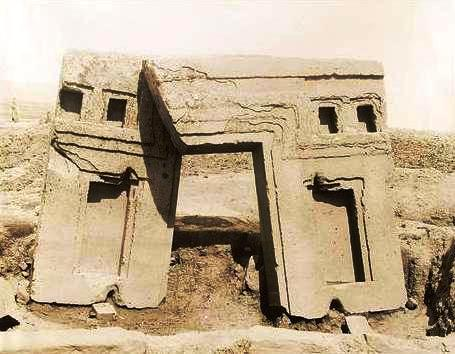
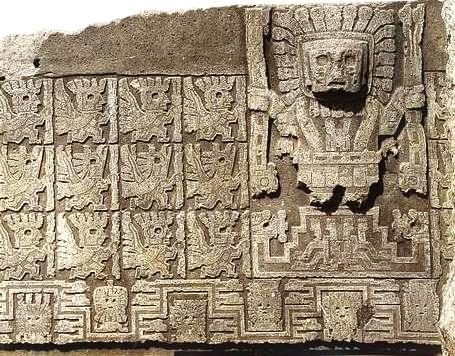